# Liste der Deutschen Meister in der 4-mal-800-Meter-Staffel
Die nichtolympische 4-mal-800-Meter-Staffel gab es von 1970 bis 1998 im Programm der Deutschen Leichtathletik-Meisterschaften, und zwar nur für Herren. Über andere Mittelstrecken gibt es die  3-mal-1000-Meter-Staffel und die  4-mal-1500-Meter-Staffel. In der DDR wurden keine vergleichbaren Staffelmeisterschaften ausgetragen.
Bei den Damen gibt es als Mittelstreckenstaffel die 3-mal-800-Meter-Staffel.

## Deutscher Meisterschaftsrekord
| Männer | 7:12,15 min | VfB Stuttgart (Andreas Baranski, Hans Allmandinger, Herbert Wursthorn, Matthias Assmann) | Krefeld | 27. Juli 1986 |

Dieser Meisterschaftsrekord kann zumindest auf absehbare Zeit nicht mehr verbessert werden, da die 4-mal-800-Meter-Staffel nicht mehr auf dem Programm Deutscher Meisterschaften steht.

## Sieger
| Jahr | Ort               | Datum         | Verein                        | Läufer                                                                     | Zeit (min)    |
| ---- | ----------------- | ------------- | ----------------------------- | -------------------------------------------------------------------------- | ------------- |
| 1970 | Stuttgart         | 13. September | FV Salamander Kornwestheim    | Günter Mayer, Hartmut Potschka, Manfred Henne, Walter Adams                | 7:21,4        |
| 1971 | Hannover          | 26. September | SV Bayer 04 Leverkusen        | Franz-Josef Becker, Raimund Kastner, Wolfgang Strittmatter, Joachim Strauß | 7:28,4        |
| 1972 | Offenbach am Main | 24. September | SC Charlottenburg Berlin      | Jürgen Hacker, Uwe Ohlrogge, Günter Claßen, Bodo Tümmler                   | 7:32,0        |
| 1973 | Hannover          | 8. Juli       | SV Bayer 04 Leverkusen        | Treiber, Joachim Strauß, Reiner Föhrenbach, Ulrich Reich                   | 7:26,7        |
| 1974 | Obersuhl          | 29. September | Salamander Kornwestheim       | Günter Weber, Schimmel, Josef Schmid, Rudolf Pagel                         | 7:31,0        |
| 1975 | Bad Godesberg     | 28. September | Salamander Kornwestheim       | Rudolf Pagel, Willi Maier, Paul Benz, Josef Schmid                         | 7:25,6        |
| 1976 | Hannover          | 5. September  | TuS 04 Leverkusen             | Jürgen Thiel, Axel Pohlmann, Paul-Heinz Wellmann, Thomas Wessinghage       | 7:22,8        |
| 1977 | Waiblingen        | 18. September | SV Darmstadt 98               | M. Reibold, Peter Horn, Jürgen Lorösch, Hans Reibold                       | 7:26,8        |
| 1978 | Lage              | 16. September | TV Wattenscheid 01            | Günter Korb, Anton Kirschbaum, Jürgen Lubrecht, Willi Wülbeck              | 7:26,5        |
| 1979 | Ingelheim         | 15. September | LAV Rala Ludwigshafen         | Hans Giesa, Günther Lenske, Andreas Baranski, Wolfgang Frombold            | 7:28,1        |
| 1980 | Ludwigshafen      | 13. September | LG Bayer Leverkusen           | Jürgen Thiel, Rüdiger Möhler, Dieter Riebe, Harald Hudak                   | 7:22,29       |
| 1981 | Flensburg         | 1. August     | MTV Ingolstadt                | Armin Steller, Herbert Stark, Hans Lang, Hans-Peter Ferner                 | 7:16,30 (DRV) |
| 1982 | Heidenheim        | 31. Juli      | VfB Stuttgart                 | Trautwein, Herbert Wursthorn, Hans Allmandinger, Matthias Assmann          | 7:18,39       |
| 1983 | Dortmund          | 31. Juli      | VfB Stuttgart                 | Herbert Wursthorn, Andreas Baranski, Hans Allmandinger, Matthias Assmann   | 7:14,21 (DRV) |
| 1984 | Fulda             | 22. Juli      | VfB Stuttgart                 | Andreas Baranski, Herbert Wursthorn, Hans Allmandinger, Matthias Assmann   | 7:15,36       |
| 1985 | Berlin            | 21. Juli      | VfB Stuttgart                 | Andreas Baranski, Herbert Wursthorn, Hans Allmandinger, Matthias Assmann   | 7:17,86       |
| 1986 | Krefeld           | 27. Juli      | VfB Stuttgart                 | Andreas Baranski, Hans Allmandinger, Herbert Wursthorn, Matthias Assmann   | 7:12,15       |
| 1987 | Sindelfingen      | 25, Juli      | MTV Ingolstadt                | Lothar Schirmel, Franz-Josef Modlmair, Hans Lang, Hans-Peter Ferner        | 7:15,59       |
| 1988 | Lübeck            | 10. Juli      | LG Nord Berlin                | Ingo Plucinski, Helge Loska, Bernd Müller, Holger Böttcher                 | 7:19,13       |
| 1989 | Dortmund          | 23. Juli      | LG Bayer Leverkusen           | Imram Sillah, Oliver Klaudt, Frank Casper, Jussi Udelhoven                 | 7:23,52       |
| 1990 | Heilbronn         | 22. Juli      | LG Bayer Leverkusen           | Oliver Klaudt, Frank Casper, Harald Andrä, Jussi Udelhoven                 | 7:18,12       |
| 1991 | München           | 26. Mai       | SC Charlottenburg Berlin      | Mike Kemsies, John-Henry May, Rainer Sudau, Mark Eplinius                  | 7:20,25       |
| 1992 | Ahlen             | 30. August    | SC Charlottenburg Berlin      | Jörg Schneider, John-Henry May, Mike Kemsies, Mark Eplinius                | 7:21,41       |
| 1993 | Dortmund          | 4. Juli       | LG Bayer Leverkusen           | Ralf Dahment, Oliver Klaudt, Alexander Adam, Jussi Udelhoven               | 7:19,55       |
| 1994 | Ulm               | 31. Juli      | LG Bayer Leverkusen           | Burkhard Wagner, Oliver Klaudt, Stephan Plätzer, Alexander Adam            | 7:20,20       |
| 1995 | Rhede             | 9. Juli       | LG Düsseldorf                 | Brügelmann, Uwe Bergmann, Frank van Thiel, Imram Sillah                    | 7:28,57       |
| 1996 | Erfurt            | 7. Juli       | LG SCC Nike Berlin            | Thomas Bobbert, Jens-Peter Herold, Thomas Kreutz, Mark Eplinius            | 7:22,22       |
| 1997 | Lüdenscheid       | 6. Juli       | LAC Quelle Fürth/1860 München | Thomas Dietrich, Joachim Dehmel, Dirk Heinze, Darko Leo                    | 7:23,28       |
| 1998 | Berlin            | 28. Juni      | LAC Quelle Fürth/1860 München | Thomas Dietrich, Joachim Dehmel, Darko Leo, Oliver Daum                    | 7:29,77       |